# سيف الدين الزعبي
سيف الدين الزعبي (بالعبرية: סיף א-דין א-זועבי) ولد عام 1913 في مدينة الناصرة، وتوفي في 26 أيار 1986. سيف الدين الزعبي عمل كنائب لرئيس الكنيست، ورئيس بلدية الناصرة وأيضاً عضو كنيست.
سيف الدين الزعبي من خريجي ثانوية الجليل في الناصرة.

## بالمجال العمومي
عمل سيف الدين الزعبي رئيساً لبلدية الناصرة في الفترة 1959 - 1965 و1971 - 1974

## النشاط العام ومعلومات إضافية
- قبل قيام دولة إسرائيل عمل في مصلحة الاستخبارات في «الهجانا» (المنظمات شبه العسكرية اليهودية في عهد الانتداب البريطاني).
- نال وسام محاربي إسرائيل.
- رئيس بلدية مدينة الناصرة في السنوات ما بين 1959-1974.
- في الكنيست الأولى والثانية أنتخب عضوا عن «الكتلة الديموقراطية للناصرة».
- في الكنيست الثالثة أنتخب عضواً عن «القائمة الديموقراطية لعرب إسرائيل».

## نشرات
- كتاب سيرة حياة ذاتية: «شاهد عيان» (عام 1987).

## وظائف في الكنيست
- الكنيست السابعة: نائب رئيس الكنيست
- الكنيست الثامنة: عضو في لجنة الاقتصاد - عضو في لجنة تعيين القضاة الشرعيين
- الكنيست السابعة: عضو في لجنة الداخلية - عضو في لجنة تعيين القضاة الشرعيين
- الكنيست السادسة: عضو في لجنة الدستور والقانون والقضاء - عضو في لجنة الداخلية
- الكنيست الثالثة: عضو في لجنة الكنيست
- الكنيست الثانية: عضو في لجنة الكنيست
- الكنيست الأولي: عضو في لجنة الداخلية

## كتل
- الكنيست التاسعة: القائمة العربية الموحدة
- الكنيست الثامنة: تقدم وتطور، المعراخ، تقدم وتطور، القائمة العربية الموحدة
- الكنيست السابعة: تقدم وتطور
- الكنيست السادسة: تقدم وتطور، إشراك وتطوير، تقدم وتطور
- الكنيست الثالثة: القائمة الديموقراطية لعرب إسرائيل
- الكنيست الثانية: القائمة الديموقراطية لعرب إسرائيل
- الكنيست الأولي: القائمة الديموقراطية للناصرة